# Nicola Spinelli
Pour les articles homonymes, voir Spinelli.
Nicola Spinelli (1325–1406) né à Naples et mort à Padoue, fut un jurisconsulte et un homme politique au service de la Reine Jeanne ainsi que des papes Urbain V et Grégoire XI. Il fut promoteur du royaume de Naples auprès de la Cour pontificale, garde des Sceaux du royaume de Naples, comte de Gioia, sénéchal de Provence (1370-1376), capitaine pontifical et sénéchal du Piémont, puis grand chancelier du royaume de Naples. Après avoir servi avec fidélité sa souveraine et les papes d'Avignon, lors du Grand Schisme dont il fut en partie l'initiateur, il dut se réfugier à Milan, chez les Visconti, et là, au cours des dernières années de sa vie, il tenta de réaliser son idéal politique en faisant séculariser les États de l'Église. 

## Biographie

### Début de carrière
Fils de Giovanni Spinelli de Giovinazzo, conseiller du roi Robert, il entreprit des études de droit et fut gradué docteur en lois. Destiné à la carrière ecclésiastique, il devint chanoine de la cathédrale de Naples, et cumula cette charge et ses bénéfices avec celles d'abbé de Sainte Maria au Pignatelli, de Sainte Marie de Fabriano, de Saint-André de Mortara, de Saint-Pancrace de Nocera et de Saint-André de Marigliano. 
Mais son frère Matteo étant mort en 1339, et l'aîné Gualtiero, n'ayant point eu d'enfants de son premier mariage avec Roberta di Sangro, il obtint la permission de quitter les ordres et de se marier. Il épousa Maria Fontanella, dame de Toritto, et enseigna alors la jurisprudence dans les universités de Naples, Bologne et Padoue où il fut lecteur en droit, puis entra au service de la république de Bologne, ce qui lui permit de commencer sa carrière diplomatique. En septembre 1355, il est envoyé en ambassade auprès du cardinal-légat Albornoz. 
Devenu veuf, il épousa vers 1355, Simona della Marra, fille de Nicola 1er, seigneur de Barletta et d'Alfrana Capitignano. Appelé à Florence, en 1362, il fut chargé par la Seigneurie d'une ambassade auprès d'Innocent VI pour solliciter l'intervention pontificale afin de mettre un terme aux dissensions qui l'opposaient à la république de Pise.

### Pontificat d'Urbain V
Le 4 mars 1363, Urbain V excommunia Barnabò Visconti, chef des Gibelins, et prêcha contre lui la croisade. Le 6 avril, les troupes du potentat de Milan étaient battues à Solaro tandis que son fils Ambrogio le Bâtard était fait prisonnier. Le 17 avril 1363, le pape, informé de cette victoire contre les Visconti, annonça son intention de retourner à Rome et délégua dans les États italiens son ambassadeur Nicola Spinelli, devenu promoteur du royaume de Naples auprès de la Cour pontificale, afin d'annoncer son intention de faire la paix. Ce fut dans ce but qu’il chargea, le 1er mai, le cardinal Gil d’Albernoz des discussions préliminaires à un traité.
Dès la trêve signée avec Visconti, Urbain V avait donné ordre de remettre en état les jardins pontificaux et d’entreprendre la restauration de la basilique Saint-Pierre. Sa décision fut confortée, le 20 juillet 1366, quand il reçut en audience Gomez Albernoz, envoyé par son oncle le cardinal d’Espagne et la reine Jeanne. Il était venu lui faire le rapport de la situation politique en Italie où Nicola Spinelli œuvrait à la constitution d’une Ligue anti-viscontienne tant au niveau national qu’international. Elle fut opérationnelle à la mi-septembre 1366. Le pape annonça alors à ses cardinaux son retour imminent à Rome.
Après la mort de Nicola d’Alife, garde des Sceaux du royaume de Naples, sur les conseils d'Urbain V, en décembre 1366, la reine Jeanne octroya cette charge à Nicola Spinelli qui devient seigneur de Roccaguglielma, Toritto, Saint Giovanni, Tricarico Celo et Pescosolido.
Début juin 1367, Urbain V arrivait à Orvieto où il fut salué par Nicola Orsini, comte de Nola et Recteur de la cité, qu’accompagnait Nicola Spinelli qui, en tant que garde des Sceaux du royaume de Naples, représentait officiellement la reine Jeanne. 
Toujours accompagné par Nicola Spinelli et Nicola Orsini, l’entrée d’Urbain V dans Rome ne se fit que le 16 octobre. Ils avaient été rejoints par Nicola d'Este, marquis de Ferrare, qui ouvrait le cortège à la tête de mille cavaliers. 
Puis le 17 mars 1368, ce fut au tour de la reine Jeanne de se rendre à Rome auprès du pape. Et pour Lætare, le quatrième dimanche de Carême, tandis que Nicola Spinelli était armé chevalier par Pierre Ier de Lusignan, roi de Chypre, Urbain V remit la rose d'or à Jeanne de Naples, distinction attribuée pour la première fois à une femme. 
Pour s'attacher la fidélité que Nicola devait dès lors, en bon droit féodal, au roi de Chypre, la souveraine de Naples lui octroya le comté de Gioia. Ce qui permit, en 1368, l'union de Giovanni de Bracciano, d'une branche cadette des Orsini, Sénateur romain, seigneur de Nerola, Marcellino, Vicovaro, Pacentro, Montemaggiore, Montelibretti, Scandriglia et Selci, avec Bartolomea Spinelli, fille de Nicola 1er comte de Gioia. 
Quand Charles IV, l'empereur germanique se dirigea vers Rome avec toute sa suite, la cité de Florence, se sentant menacée par la « calata » impériale, fit venir d’urgence pour la défendre Giovanni Malatacca de Reggio, un des meilleurs capitaines de la reine Jeanne. À la fin décembre 1368, la reine dépêchait auprès du pape ses conseillers Nicola Spinelli et le logothète Napoléon Orsini pour traiter au nom de Florence avec l’empereur. Un accord fut conclu en février 1369 entre les parties et Florence s’en tira en versant une forte amende à Charles IV. Urbain V le reçut dans la résidence d’été à la mi-octobre et agréa la demande de Charles pour couronner son épouse impératrice. Le 21 octobre, les deux Vicaires du Christ rejoignirent ensemble Rome pour la cérémonie du sacre. Elle déroula ses fastes le 1er novembre. Puis l’empereur fit négocier une nouvelle trêve avec les Visconti jusqu’au début du mois de mai 1370.
Mais le séjour à Rome devait être de courte durée. Le pape, lassé, des luttes continuelles entre seigneurs et potentats, entre guelfes et gibelins, prit alors la décision publique de retourner à Avignon. Le 26 juin 1370, dans une bulle datée de Montefiascone, il informa les Romains de son départ. La reine Jeanne donna immédiatement mission à Nicola Spinelli, de préparer le retour pontifical. Le 1er août 1370 elle le nomma maître rational auprès de la Cour d’Aix-en-Provence, et Sénéchal de Provence tout en lui conservant sa charge de grand chancelier du royaume de Naples.
Une de ses premières décisions pontificales fut de mettre un terme à la lutte frontalière qui perdurait entre les troupes provençales et celles du Dauphiné alliées aux Bretons d’Olivier du Guesclin. Pour cela, Urbain V monnaya une trêve. Elle fut signée le 19 décembre 1370 entre Nicola Spinelli, sénéchal de Provence, et Amiel des Baux, sénéchal de Beaucaire. La « Longue Route » des Bretons quitta la région. Le jour même de la signature de la trêve, le pape, tourmenté par la maladie de la pierre, s’éteignit à Avignon.

### Pontificat de Grégoire XI
Décidé à revenir définitivement à Rome, le nouveau pape Grégoire XI annonça publiquement son intention lors du consistoire du 9 mai 1372. Pour cela, il lui fallait défaire militairement les Visconti, potentats de Milan et chefs de file des Gibelins. Pour cela, il mit en place une Ligue qui comprenait Amédée VI, comte de Savoie, Othon de Brunswick, protecteur du marquisat de Montferrat, et son neveu Raymond de Turenne, en tant que Capitaneus in servicio Ecclesie Romane. Mais dans cette guerre, le comte vert eut plus tendance à s'approprier les fiefs de la reine Jeanne dans le Piémont qu'à favoriser les desseins pontificaux. Pour mettre un terme à ces confiscations, le 7 janvier 1373, le pape chargea son frère Nicolas Roger de Beaufort d'en demander restitution, et la souveraine de Naples mandata, le lendemain, Nicola Spinelli, qu'elle nommait Sénéchal du Piémont, de récupérer Borgo San Dalmazzo et Coni. Ce qui fut fait le 14 février 1373.   
En dépit de la victoire de Montichiari, les troupes de la Ligue piétinaient. Pour faire parachever la défaite des Milanais, Grégoire XI, le 20 juin 1373 réorganisa son commandement et nomma Spinelli commissaire ad promovendum negocia guerre partium Lombardiæ. Nanti de la confiance pontificale, le 17 juillet 1373, en tant que Sénéchal et Capitaine général du Piémont, il fit preuve d'une humanité rare, en exemptant les habitants de Coni du fouage pendant cinq ans « pour qu'ils ne perdent pas la vie en restant en ce lieu ».
Puis, le 2 août, il passa à l'offensive, rejoint par les troupes de Brunswick, de l'évêque de Verceil et de quelques lances savoyardes. Cette armée s'empara de Centallo mais échoua devant Cherasco. Mais en dépit de quelques autres succès retentissants, la guerre de Grégoire XI pour mettre à genoux les Visconti se solda par un échec. Le pape préféra rappeler ses troupes. Aussi, en décembre 1373, lorsque Grégoire XI rappela en Avignon Raymond de Turenne et ses Capitaines, Nicola Spinelli, Sénéchal de Provence et du Piémont, nomma Franceschino Bolleris, seigneur de Roccasparvera, châtelain de Demonte en remplacement de Guy de Pesteils.
Les pouvoirs de Nicola Spinelli, en tant que Sénéchal de Provence pour la reine Jeanne étaient d'importance, puisque le 28 janvier 1374, Guillaume III Roger de Beaufort, bien que frère du pape, dut demander son aval pour être institué tuteur d'Alix des Baux, sa petite-fille. L'acte fut passé en la ville d’Avignon.
Le retour à Rome, voulu par Grégoire XI, fut un long périple puisque le pape parti d'Avignon, le 13 septembre 1376 n'y mit pied que le 17 janvier 1377. Si la liesse du peuple romain fut réelle, il n'en alla pas de même ailleurs. Au cours du mois d’avril 1377, Raymond de Turenne organisa une expédition contre Viterbe et Bolsena, deux des cités révoltées contre le pape. Ce fut un cuisant échec. Francesco di Vico, le préfet de Rome, averti de la venue des troupes pontificales, tendit un guet-apens et fit prisonnier Raymond de Turenne avec vingt chevaliers, tous parents du pape et des cardinaux. Très inquiet, Grégoire XI, qui résidait alors à Anagni, en informa immédiatement par lettres Pierre d'Estaing, cardinal d’Ostie, et Nicola Spinelli, grand chancelier de Naples. Les deux lettres pontificales sont datées du 24 et du 25 août 1377.

### Grand Schisme d'Occident
La mort rapide de Grégoire XI fit convoquer un conclave à Rome. Sous la pression populaire fut élu Bartolemeo Prignano, archevêque de Bari et natif de Naples. Il est à ce titre soutenu immédiatement par la reine Jeanne et Nicola Spinelli. Urbain VI, peu après son élection, le 18 avril 1378, nomma Spinelli membre de son Cabinet secret. Mais le nouveau pontife se montra très autoritaire et se rendit odieux auprès des cardinaux. Même ses plus fermes soutiens napolitains durent subir sa paranoïa.
Une des raisons données pour expliquer le revirement de Spinelli vis-à-vis d'Urbain VI fut « un affront qu'il essuya de sa part » lors de la réception de la délégation napolitaine conduite par Othon de Brunswick et lui-même. Il aurait fait changer de place le plénipotentiaire par son maître d'hôtel en le rétrogradant dans la hiérarchie des ambassadeurs. D'autres historiens expliquent que la délégation napolitaine venue exprimer sa fierté d'avoir un pape issu du Royaume ne reçut en retour que des mots blessants. Choqué, Spinelli fut le premier à prôner un changement de pontife.
Le 20 septembre 1378, et sur son initiative, un nouveau conclave fut rassemblé à Fondi, et élut Clément VII. Nicola Spinelli est, à ce titre, considéré comme l'un des principaux acteurs ayant conduit au Grand Schisme d'Occident.
En octobre 1378, mettant à profit ces connaissances juridiques, il démontra dans une circulaire la nullité du concile de Rome, ce qui permit à son épouse Simona et autres huit autres dames, par un bref pontifical daté d'Avignon et du 2 décembre 1378, d'obtenir le privilège de pouvoir pénétrer quatre fois par an dans le monastère de Santa Chiara de Naples et dans tous les autres couvents féminins napolitains avec une seule restriction, celle de ne pas y passer la nuit. Furieux, le pontife de Rome se dit prêt au recours à la force pour faire céder Naples dont la souveraine avait choisi l'obédience avignonaise. Dès le mois de novembre, il prêcha le croisade contre Jeanne et son chancelier et en appela aux Angevins de Hongrie pour destituer la félon de son royaume napolitain et du comté de Provence.  
En 1381, déclaré responsable de la conduite de la reine, dépouillé de tous ses fiefs par les Durazzo, Spinelli fut incarcéré dans les geôles du château de l'Œuf par Charles III. Libéré, il trouva asile à Padoue, où il reprit ses fonctions de professeur de droit.
Puis, il fut appelé à Milan, où Jean-Galéas Visconti le mit sous sa protection. Les deux hommes s'étaient connus lors du mariage de Violante Visconti avec Otton III il Secondotto, marquis de Montferrat. Devenu conseiller du duc, il fut fieffé à Boffalora sopra Ticino et, en 1392, chargé de négocier la paix avec la ligue guelfe et le traité fut paraphé à Gênes. Puis, en 1394, il se rendit en France pour une mission auprès de Louis d'Orléans. Au cours des dernières années de sa vie, Spinelli tenta de réaliser « son idéal politique et religieux » en sécularisant les États de l'Église sous le sceptre du duc d'Orléans.

## Œuvres

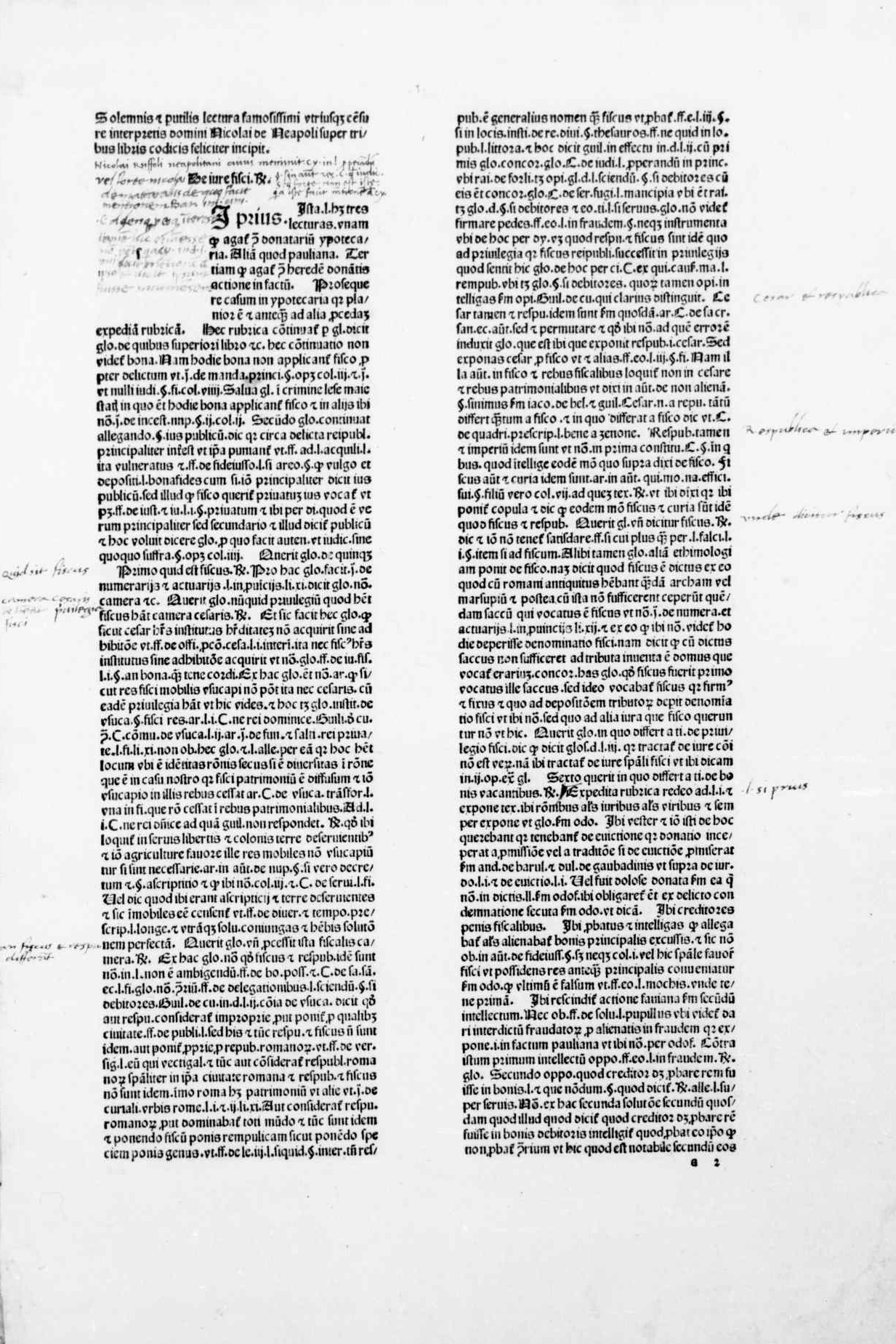
Lectura super tribus libris Codicis, 1491

Parmi ses œuvres imprimées, on connait : 
- (la) Lectura super tribus libris Codicis, Pavie, Cristoforo Cani, 1491 (lire en ligne)
- Lectura super Institutionibus imperialibus, Turin, 1518, in-fol.
- Additiones seu glossæ ad Constitutiones et Capitula regni neapolilani, Naples, 1551, in-fol.
- Lectura in aliquot tilulos primæ partis Infortiati, in Œuvres de Bariole, Venise, 1605, in-fol.
- Quod doctores et medici non teneantur ad collectas, sans date[21].